# Byk (statek)
Byk – typ dawnego drewnianego statku rzecznego wykorzystywany m.in. w celu spławiania towarów po Wiśle. Głównie transportowano nimi sól i zboże w dół rzeki. Po przebyciu szlaku byki zwykle były rozbierane, a pozyskane w ten sposób drewno wykorzystywano do innych celów.
Jednostki tego typu obsługiwało od 8 do 18 flisaków w zależności od ich wielkości. Mieściły od 8 do nawet 40 łasztów towaru.
W budowie byk zbliżony był do galara.